# 田中啓二
田中 啓二（たなか けいじ、1949年4月10日 - 2024年7月23日）は、日本の生物学者。東京都医学総合研究所理事長兼所長。
ハーバード大学のアルフレッド・L・ゴールドバーグとともにプロテアソームを発見した。徳島大学助教授・東京大学教授などを歴任。日本学士院賞等を受賞。文化功労者選出。

## 人物・経歴
徳島県徳島市に、元職業軍人の子として生まれる。1968年徳島県立城北高等学校卒業。1972年徳島大学医学部栄養学科卒業。市原明に師事し、1974年徳島大学大学院栄養学研究科修士課程修了。1976年徳島大学大学院医学研究科博士課程中退、徳島大学酵素研究施設助手。1980年徳島大学より医学博士の学位を取得。1981年から1983年までハーバード大学医学部生理学部門に研究員として留学。
1995年徳島大学酵素科学研究センター助教授に昇格。1996年東京都臨床医学総合研究所分子腫瘍学研究部門部長。1998年東京大学大学院新領域創成科学研究科連携講座教授。2002年東京都医学研究機構東京都臨床医学総合研究所副所長。2006年東京都医学研究機構東京都臨床医学総合研究所所長代行。2011年東京都医学総合研究理事長兼所長、日本学術会議会員。この間、東京医科歯科大学客員教授、お茶の水女子大学客員教授、順天堂大学客員教授、新潟大学客員教授、徳島大学客員教授などを歴任した。
2024年7月23日午前、虚血性心疾患のため東京都内の自宅で死去。75歳没。

## 受賞・栄典
- 1998年 - 日本生化学会奨励賞[2][3]
- 2003年 - 内藤記念科学振興賞[2][3]
- 2004年
  - 上原賞[2][3]
  - 朝日賞[2][3]
- 2005年 - 東京スピリット賞[2][3]
- 2007年 - 東レ科学技術賞[2][3]
- 2009年
  - 武田医学賞[2][3]
  - ナイスステップな研究者[2][3]
- 2010年
  - 日本学士院賞[2][3]
  - 徳島新聞賞[2][3]
  - 徳島大学栄誉賞[2][3]
- 2011年
  - 日本内分泌学会マイスター賞[2][3]
  - 慶應医学賞[2][3]
- 2014年 - 文化功労者[3]
- 2015年 - 手島精一記念研究賞[3]
- 2017年 - 日本医療研究開発大賞[10]